# ワンダフル・ワールド (サム・クックの曲)
「ワンダフル・ワールド」（Wonderful World）は、サム・クックが1960年に発表した楽曲。クックの代表作の一つであり、数多くのカバー・バージョンがある。
ローリング・ストーンの選ぶオールタイム・グレイテスト・ソング500（2010年版）では382位にランクされている。

## 概要
ルー・アドラーとハーブ・アルパートが曲の大半を書き、クックが学校教育についての細かな描写を書き加えた。彼はビリー・ホリデイに捧げるアルバム『Tribute to the Lady』の録音を終えると、その5日後の1959年3月2日にロサンゼルスのレディオ・レコーダーズで「ワンダフル・ワールド」のレコーディングを行った。
ところがクックは印税の支払いを巡って所属会社のキーン・レコードと争い始め、未発表のままレーベルを離れ、1960年に大手のRCAビクターと契約。しかしRCAから出した「Teenage Sonata」も「You Understand Me」もヒットはしなかった。「You Understand Me」が市場に出始めた頃、キーン・レコードの共同創立者であるジョン・シアマスはクックが残した音源の中に「ワンダフル・ワールド」があるのを見つけ、自社から発売することを決めた。同年4月14日にキーンから発売。B面は「Along the Navajo Trail」。
作詞作曲のクレジットは「Only Sixteen」や「Everybody Loves to Cha Cha Cha」などと同じくバーバラ・キャンベル（Barbara Campbell）とされているが、これは匿名で、クックの高校時代の恋人の名からとられた。
ビルボード・Hot 100で12位、R&Bチャートで2位を記録し大ヒットとなった。イギリスでも27位を記録した。

## カバー・バージョン
|        | アーティスト名                                                   | レコード・CDなど                                                         |
| ------ | ---------------------------------------------------------------- | ------------------------------------------------------------------------ |
| 1965年 | ハーマンズ・ハーミッツ                                           | シングル                                                                 |
| 1965年 | スプリームス                                                     | 『We Remember Sam Cooke』                                                |
| 1965年 | オーティス・レディング                                           | 『オーティス・ブルー』                                                   |
| 1969年 | ボビー・ゴールズボロ                                             | 『"Today"』                                                              |
| 1972年 | ルース・ブラウン                                                 | 『The Real Ruth Brown』                                                  |
| 1974年 | ブライアン・フェリー                                             | 『アナザー・タイム、アナザー・プレイス (いつかどこかで)』                |
| 1976年 | ジョニー・ナッシュ                                               | シングル                                                                 |
| 1978年 | パット・ケリー                                                   | シングル                                                                 |
| 1978年 | アート・ガーファンクル withジェームス・テイラー&ポール・サイモン | シングル                                                                 |
| 1979年 | 小椋佳                                                           | 映画『限りなく透明に近いブルー』サウンドトラック                         |
| 1986年 | グロリア・ゲイナー                                               | 『The Power』                                                            |
| 1989年 | ドン・マクリーン                                                 | 『For the Memories - Volumes 1 & 2』                                     |
| 1997年 | 林憶蓮                                                           | 『Wonderful World』                                                      |
| 1997年 | ドビー・グレイ                                                   | 『Diamond Cuts』                                                         |
| 1997年 | ウルフルズ                                                       | 「かわいいひと」 テレビドラマ『それが答えだ!』（フジテレビ）エンディング |
| 1999年 | マイケル・ボルトン                                               | 『Timeless - The Classics Vol. 2』                                       |
| 2004年 | 沢知恵                                                           | 『いいうたいろいろ5 英語のいいうた』                                     |
| 2009年 | ロッド・スチュワート                                             | 『ソウルブック』                                                         |